# Druzhni (Beloréchensk, Krasnodar)
Druzhni (del ruso: Дружный) es un posiólok del raión de Beloréchensk del krai de Krasnodar, en Rusia. Se sitúa entre los cauces del Ganzha 1 y el Ganzha 2, pequeños tributarios por la izquierda del río Bélaya, afluente del río Kubán, 9 km al oeste de Beloréchensk y 69 km al sureste de Krasnodar, la capital del krai. 
Es cabeza del municipio Druzhnenskoye, al que pertenecen asimismo Mirni, Dolgogúsevski y Lukashov.

## Transporte
La parte meridional del pueblo queda junto a la estación de Pshejskaya de la línea de ferrocarril Armavir-Tuapsé-Adler (frontera abjasa-georgiana).